# 竜美大入町
竜美大入町（たつみおおいりちょう）は、愛知県岡崎市の町丁である。現行行政地名は竜美大入町1丁目及び竜美大入町2丁目。

## 地理
岡崎市のやや南に位置する。主に住宅地を形成している。小字は置かれていない。

## 世帯数と人口
2019年（令和元年）5月1日現在の世帯数と人口は以下の通りである。
| 町丁       | 世帯数  | 人口  |
| ---------- | ------- | ----- |
| 竜美大入町 | 125世帯 | 331人 |

### 人口の変遷
国勢調査による人口の推移
| 2000年（平成12年） | 240人 | [ 4 ] |  |
| 2005年（平成17年） | 269人 | [ 5 ] |  |
| 2010年（平成22年） | 265人 | [ 6 ] |  |
| 2015年（平成27年） | 203人 | [ 7 ] |  |

## 小・中学校の学区
市立小・中学校に通う場合、学区は以下の通りとなる。
| 番・番地等 | 小学校               | 中学校             |
| ---------- | -------------------- | ------------------ |
| 全域       | 岡崎市立竜美丘小学校 | 岡崎市立竜海中学校 |

## 歴史
額田郡明大寺村の一部を前身とする。
- 1996年（平成8年）11月16日 - 明大寺大圦土地区画整理組合の事業により、竜美南1丁目、竜美南4丁目及び明大寺町の一部が独立し竜美大入町となった[9]。

## 施設
- 大入公園

## 交通
道路
- 都市計画道路岡崎環状線（竜美丘ポプラ通り）

## その他

### 日本郵便
- 郵便番号 : 444-0870[2]（集配局：岡崎郵便局[10]）。

## 参考資料
- 「角川日本地名大辞典」編纂委員会 編『角川日本地名大辞典 23 愛知県』角川書店、1989年3月8日。ISBN 4-04-001230-5。
- 有限会社平凡社地方資料センター 編『日本歴史地名体系第23巻 愛知県の地名』平凡社、1981年。ISBN 4-582-49023-9。